# Vladimirský kůň

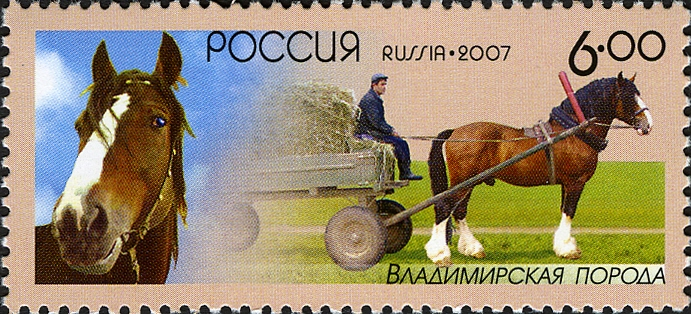
Známka s Vladimirským koněm

Vladimirský kůň je koňské plemeno. Ve vývoji vladimirského těžkého tažného koně, vyšlechtěného ve vladimirské a ivanovské gubernii na severovýchodě od Moskvy, sehrál důležitou úlohu clydesdale. V prvních letech tohoto století byli dováženi z Británie a Francie hřebci různých těžkých plemen k připouštění místních klisen této oblasti za účelem vyšlechtění kvalitního tažného pracovního koně. Mezi nejvlivnější zakladatelské hřebce patřili clydesdalové Lord James a Border Brand, oba dovezeni v roce 1910, a Glen Albin (1923).
Výška: 165–175cm. Barva: jakákoli jednotná barva, přednostně hnědák s bílými znaky. Vlastnosti: aktivní, silný a ovladatelný.